# 3903 Климент Охридски
(3903) Климент Охридски (на английски: Kliment Ohridski) е астероид от главния астероиден пояс.
Открит е от Ерик Валтер Елст в Националната астрономическа обсерватория на връх Рожен (в Родопите) на 20 септември 1987 г.
Носи името на Климент Охридски, който е български средновековен учен и философ и първият епископ, проповядвал на старобългарски език. Името на астероида е дадено по повод 100-годишнината от основаването на Софийския университет „Св. Климент Охридски“.